# Wüstenhof (Elberfeld)
Wüstenhof ist eine Ortslage im Norden der bergischen Großstadt Wuppertal.

## Lage und Beschreibung
Die Ortlage liegt auf einer Höhe von 180 m ü. NHN in der Nähe der Straßen Unterer Dorrenberg und Wüstenhofer Straße im Norden des Wohnquartiers Nordstadt im Stadtbezirk Elberfeld. Benachbarte Ortslagen sind Unterer und Oberer Dorrenberg, Lehmbruch und Dreckloch.
Etymologisch bezeichnet ‚Wüste‘ (auch ‚Wöste‘ oder ‚Weuste‘) ein noch nicht bebautes oder auch ein verlassenes Gebiet, eine wüstliegende Hof- und Ortschaft.

## Geschichte
In frühen urkundlichen Erwähnungen wird der ‚Wüstehof‘, Wüstenhoff oder ‚Wüstehoff‘ als Eigentum der Familie Schomacher bezeichnet. Der Hof zählte zu den 28 Halbhöfen im Amt Elberfeld und war bekannt für eine Gruppe von sieben alten Fachwerkhäusern. Spätere Besitzer waren der Elberfelder Bürgermeister Johannes Plücker (17. Jahrhundert), der Gerichtsschreiber Peter von Worringen, Peter Rübel, Johann Karl Wülfing, Abraham Frowein und zuletzt wieder die Familie Rübel.
Anfang des 19. Jahrhunderts entstand in Wüstenhof eine protestantische Sekte, die Wüstenhöfer. Die wurden zum Allgemeinbegriff für religiöse Schwärmgeister der damaligen Zeit.
Eine Schule, die hier 1723 eingerichtet wurde, wurde 1823 zum Höchsten verlegt und behielt bis zu ihrer Schließung 1859 den Namen „Wüstenhofer Schule“.
1832 gehörte Wüstenhof zur Mirker Rotte des ländlichen Außenbezirks des Kirchspiels und der Stadt Elberfeld. Der laut der Statistik und Topographie des Regierungsbezirks Düsseldorf als Ackergut und als Handwerkerwohnung kategorisierte Ort wurde als Im Wüstenhof bezeichnet und besaß zu dieser Zeit vier Wohnhäuser und neun landwirtschaftliche Gebäude. Zu dieser Zeit lebten 80 Einwohner im Ort, davon einer katholischen und 79 evangelischen Glaubens.
Im Adressbuch von 1850 bis 1868/70 ist Ortslage als Wüstenhof notiert, ab 1875 im Wüstenhof. Die Wüstenhofer Straße, östlich der Ortslage, erhielt am 14. Dezember 1880 ihren Namen.
Das südliche Gelände von Wüstenhof wurde von der 1873 eröffneten und 1991 stillgelegten Bahnstrecke Düsseldorf-Derendorf–Dortmund Süd berührt. Das nördliche Gelände wurde spätestens in den 1960ern mit der Bundesautobahn 46 überbaut. Südlich der Autobahn und der ehemaligen Bahntrasse wird das Gelände in heutiger Zeit als Gewerbegebiet genutzt.